# Malý nezávislý pivovar
Malý nezávislý pivovar (často též minipivovar) je v Česku dle § 82 Zákona o spotřebních daních č. 353/2003 Sb. takový pivovar, jehož výstav včetně piva vyrobeného v licenci, není větší než 200 000 hl, a zároveň splňuje další podmínky.
Minipivovary sdružuje Českomoravský svaz minipivovarů, který rozlišuje své členy na:
- domácí vařiče piva s domácí výrobou piva s ročním výstavem do 200 hl
- minipivovary s roční kapacitou výstavu piva do 10 000 hl piva, které jsou malými nezávislými pivovary dle ust. § 82 zák.č. 353/2003 Sb. o spotřebních daních